# Manuel González García

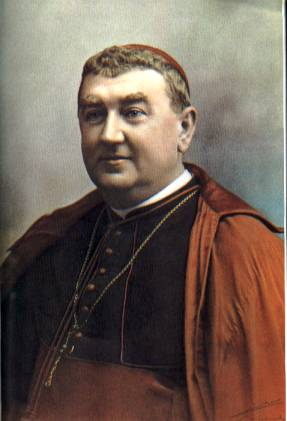
Manuel González García

Manuel González García (* 25. Februar 1877 in Sevilla, Spanien; † 4. Januar 1940 in Madrid) war ein spanischer Geistlicher, Bischof von Palencia und Ordensgründer. In der Römisch-katholischen Kirche wird er als Heiliger verehrt.

## Leben
Manuel González García empfing am 21. September 1901 durch den Erzbischof von Sevilla, Marcelo Spínola y Maestre, das Sakrament der Priesterweihe.
Papst Benedikt XV. ernannte ihn am 6. Dezember 1915 zum Titularbischof von Olympus und zum Weihbischof in Málaga. Die Bischofsweihe spendete ihm der Erzbischof von Sevilla, Enrique Kardinal Almaraz y Santos, am 16. Januar des folgenden Jahres. Mitkonsekratoren waren der Bischof von Tui, Leopoldo Eijo y Garay, und der Prälat von Ciudad Real, Remigio Gandásegui y Gorrochátegui.
Am 22. April 1920 wurde er zum Bischof von Málaga ernannt. Mit Unterstützung seiner Schwester Maria-Antonia gründete er am 3. Mai 1921 die Ordensgemeinschaft der Eucharistischen Missionsschwestern von Nazareth (Misioneras Eucarísticas de Nazaret). Später gründete er die Männergemeinschaft der Discípulos de San Juan und einige weitere Organisationen, die der Verehrung Christi in der Eucharistie gewidmet sind. Am 5. August 1935 ernannte ihn Papst Pius XI. zum Bischof von Palencia.

## Selig- und Heiligsprechung
Im Jahr 1952 wurde das Seligsprechungsverfahren eröffnet, das Papst Johannes Paul II. am 29. April 2001 mit der Seligsprechung abschloss. Im anschließend geführten Verfahren zur Heiligsprechung erkannte Papst Franziskus am 3. März 2016 ein auf seine Fürsprache zurückgeführtes Wunder an. Am 20. Juni 2016 wurde der Termin für die Heiligsprechung festgesetzt, die Papst Franziskus am 16. Oktober desselben Jahres in Rom vornahm.
Sein liturgischer Gedenktag ist der 4. Januar.